# Rodelinda (ópera)

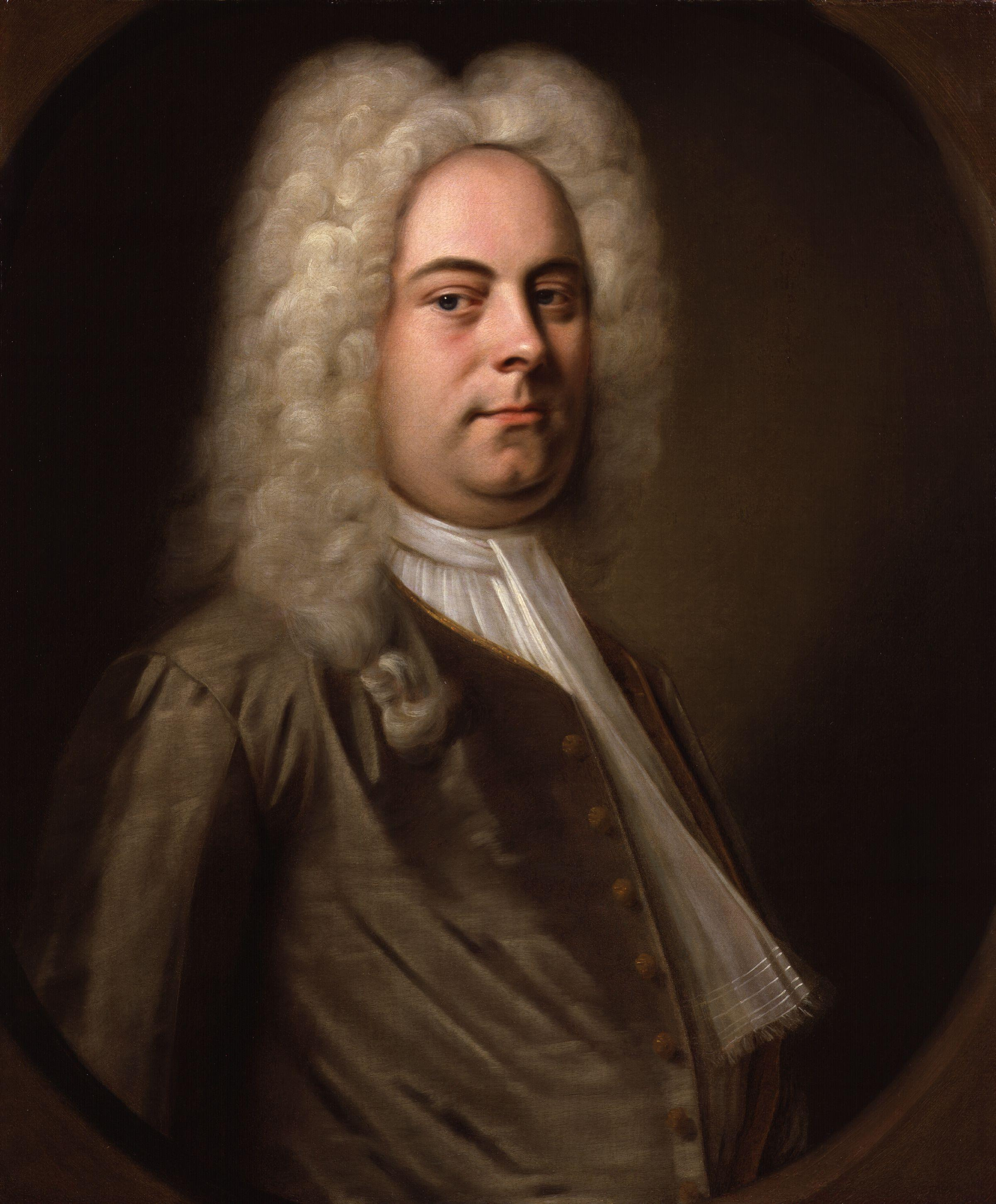
Händel em 1726-1728

Rodelinda, regina de' Longobardi ou simplesmente Rodelinda (HWV 19) é uma ópera em três atos escrita pelo compositor alemão naturalizado britânico Georg Friederich Händel (1685-1759) com libreto de Nicola Francesco Haym (1678-1729) cujo texto foi baseado em versão anterior de Antonio Salvi (1664-1724). O libreto de Salvi fora utilizado originalmente em 1710 em uma ópera do compositor Giacomo Antonio Perti (1661-1756) e, por sua vez, baseou-se na peça de Pierre Corneille (1606-1684) Pertharite, roi des Lombards, de 1652.
Händel concluiu a partitura em 20 de janeiro e a estreia ocorreu em 13 de fevereiro de 1725 no the King’s Theatre em Haymarket, Londres, seguindo-se um total de quatorze apresentações até 6 de abril. O elenco original contou com grandes nomes da ópeca como Francesca Cuzzoni, soprano (Rodelinda) e Francesco Bernardi , o Senesino, alto castrato (Bertarido). O elenco era o mesmo da ópera Tamerlano (HWV 18) que havia estreado em outubro do ano anterior.
A obra foi encenada novamente em Londres por oito vezes entre dezembro de 1725 e janeiro de 1726 e por mais oito vezes em maio 1731. Nessa nova versão, Händel adicionou quatro novas árias e um novo dueto. Também foi encenada em Hamburgo em novembro de 1734.
Uma marca importante de Rodelinda refere-se ao fato de que a obra foi a primeira ópera do autor a ser retomada no século XX, tendo sido apresentada em uma versão bastante remanejada em Göttingen em 26 de junho de 1920 por iniciativa do entusiasta na obra de Händel, Oskar Hagen (1888-1957).

## Papéis e elenco originais
| Papel                                                          | Tipo vocal    | Elenco de estreia, 13 de fevereiro de 1725<br |
| -------------------------------------------------------------- | ------------- | --------------------------------------------- |
| Rodelinda, Rainha da Lombardia                                 | soprano       | Francesca Cuzzoni                             |
| Bertarido, Rei deposto da Lombardia                            | alto castrato | Senesino                                      |
| Grimoaldo, Duque de Benevento, usurpador do trono de Bertarido | tenor         | Francesco Borosini                            |
| Eduige, irmã de Bertarido, prometida para Grimoaldo            | alto          | Anna Vicenza Dotti                            |
| Unulfo, amigo e conselheiro de Bertarido                       | alto castrato | Andrea Pacini                                 |
| Garibaldo, conselheiro de Grimoaldo, Duque de Turim            | baixo         | Giuseppe Maria Boschi                         |

## Sinopse
O argumento se baseia em fatos históricos ocorridos no século VII em Milão narrados na obra de Paolo Diacono (720-799) Historia Longobardorum. Grimoaldo, duque de Benevento, venceu Bertarido, rei da Lombardia, em batalha e usurpou seu trono. Derrotado, Bertarido fugiu. Acredita-se que Bertarido morreu no exílio, mas ele manda dizer ao seu amigo Unulfo que está vivo e escondido perto do palácio. Eduige, irmã de Bertarido, está prometida a Grimoaldo em casamento. Muito embora ela ame Grimoaldo, ao menos num primeiro momento, segue adiando o casamento. Rodelinda, esposa de Bertarido, e seu filho, Flávio, estão sendo mantidos no palácio de Grimoaldo, que se apaixonou por ela.

### Ato I
Rodelinda, sozinha, lamenta a perda de seu marido Bertarido. Grimoaldo entra, confessa seu amor por ela e lhe propõe casamento, oferecendo-lhe seu trono de volta. Ela o rejeita com raiva. Eduige diz a Grimoaldo que ele a desprezou depois de se tornar rei. Ele responde que ele o faz por justiça, referindo-se ao fato de que tantas vezes ela se recusou a se casar com ele e, agora, ele, instigado por Garibaldo, é quem a rejeita. Depois que Grimoaldo sai, Garibaldo confessa amar Eduige e se oferece para trazer a cabeça de Grimoaldo para ela como vingança. Ela recusa a oferta, mas jura que vai se vingar no futuro. Sozinho, Garibaldo trama seu plano de usar Eduige para ajudá-lo a assumir o trono.
Enquanto isso, Bertarido lê a inscrição em seu próprio memorial. Junto com Unulfo, ele assiste de longe Rodelinda e Flávio a depositar flores no túmulo vazio. Garibaldo entra e impõe um ultimato a Rodelinda: ou ela aceita se casar com Grimoaldo ou Flávio será morto. Rodelinda concorda, mas adverte Garibaldo que ela vai usá-lo para retomar o trono e, depois de se tornar novamente rainha, vai fazê-lo morrer. Bertarido, ainda observando, entende a escolha de Rodelinda como um ato de infidelidade. Grimoaldo diz a Garibaldo para não se preocupar com a ameaça de Rodelinda, pois sob a proteção do rei, o que ele tem a temer? Unulfo, enquanto isso, tenta consolar Bertarido, mas o rei deposto não está convencido da fidelidade de Rodelinda.

### Ato II
Garibaldo, como parte de seu plano para tomar o trono, diz a Eduige que ela perdeu a chance de se tornar rainha e a incentiva a se vingar de Grimoaldo. Eduige, então, volta sua amargura contra Rodelinda por conta de sua decisão repentina de trair a memória de seu marido e se casar com o seu usurpador. Rodelinda lembra Eduige de que ela é a rainha. Eduige volta a jurar vingança contra Grimoaldo, embora ainda o ame. Eduige se retira e Grimoaldo entra perguntando a Rodelinda se é verdade que ela concordou em se casar com ele. Ela lhe assegura que é verdade, mas que ela tem uma condição: Grimoaldo primeiro deve matar Flávio na frente dela. Grimoaldo, horrorizado, se recusa. Quando Rodelinda sai, Garibaldo incentiva Grimoaldo a realizar o assassinato e tomar Rodelinda como sua esposa, mas Grimoaldo novamente se recusa. Ele diz que o ato de coragem e determinação de Rodelinda o fez amá-la ainda mais. Garibaldo pergunta a Unulfo como ele poderia dar um conselho tão terrível ao rei e expõe a sua perspectiva maquiavélica sobre o uso do poder a Garibaldo. Bertarido, entretanto, aproxima-se do palácio disfarçado e é reconhecido por Eduige. Ela concorda em dizer a Rodelinda que seu marido ainda está vivo. Rodelinda e Bertarido se reúnem em segredo, mas são descobertos por um Grimoaldo, indignado . Ele não reconhece Bertarido, mas jura matá-lo de qualquer maneira, seja ele o marido real de Rodelinda ou apenas amante dela. Antes de serem separados novamente, os cônjuges se despedem um do outro.

### Ato III
Unulfo e Eduige fazem planos para livrar Bertarido da prisão. Eles pretendem levar uma arma ao prisioneiro e uma chave paa uma passagem secreta sob o palácio. Grimoaldo, entretanto, está em crise de consciência diante da iminente execução. Bertarido, em sua cela, recebe os objetos enviados por seus amigos. Unulfo, que tem permissão de acesso à prisão, vem libertar Bertarido. Este, no entanto, não reconhece Unulfo na escuridão e, erroneamente, fere o amigo com a espada. Unulfo suporta o golpe e os dois saem. Nesse meio tempo, Eduige e Rodelinda vêm visitar Bertarido e encontram a cela vazia e sangue no chão. As duas se desesperam, temendo que o pior tenha acontecido. Grimoaldo, ainda lutando com sua consciência, foge para o jardim do palácio, na esperança de encontrar um lugar tranquilo, onde possa finalmente adormecer. Ele lamenta que até os pastores podem encontrar descanso sob as árvores, mas ele, um rei, não encontra repouso em nenhum lugar. Ele finalmente cai no sono, mas Garibaldo o encontra e decide tirar proveito da situação. Ele está prestes a matar Grimoaldo com sua própria espada quando Bertarido entra e mata Garibaldo. Grimaoldo, no entanto, é poupado. Grimoaldo decide desistir de qualquer pretensão ao trono. Ele se dirige a Eduige dizendo que eles se casarão e reinarão juntos em seu próprio ducado. Enfim reunida, a família real exulta. É o típico final feliz das óperas do barroco.

## Libreto
Disponível em http://www.haendel.it/composizioni/libretti/pdf/hwv_19.pdf